# Dario Ružić
Dario Ružić, pulski nogometni vratar. Aldo Drosina ga je zapazio i doveo u NK Istru.

## Karijera
Debitirao je 1969./1970. s NK Uljanikom, a za NK Istru je odigrao 174 utakmice. Karijeru je nastavio u Americi. Otišao je 1978. godine 
kako bi zaigrao za Huston Hurricane, a tijekom boravka u Americi nastupao je još i za New York Eagles. Nakon povratka u Pulu igrao je za Staklar, a bio je i predsjednik NK Istre u njenoj prvoj sezoni u 1. HNL 1992. godine.